# Aeroportul Leo
Aeroportul Leo (IATA: XLU, ICAO: DFCL) este un aeroport din Burkina Faso ce deservește zona Léo, Burkina Faso.
Situat la o altitudine de 349 m, aeroportul dispune de o singură pistă.